# Sarthe (departement)
Sarthe (72) is een Frans departement, gelegen in de regio Pays de la Loire. Het departement is vernoemd naar de rivier Sarthe.

## Geschiedenis
Het departement was een van de 83 departementen die werden gecreëerd tijdens de Franse Revolutie, op 4 maart 1790 door uitvoering van de wet van 22 december 1789, uitgaande van een deel van de provincie Maine.

## Geografie
Sarthe is omgeven door de departementen Orne, Eure-et-Loir, Loir-et-Cher, Indre-et-Loire, Maine-et-Loire en Mayenne.
Sarthe bestaat uit de drie arrondissementen:
- Arrondissement La Flèche
- Arrondissement Mamers
- Arrondissement Le Mans

Sarthe heeft 21 kantons:
- Kantons van Sarthe

Sarthe heeft 354 gemeenten:
- Lijst van gemeenten in het departement Sarthe

## Demografie
De inwoners van Sarthe heten Sarthois.

### Demografische evolutie sinds 1962
| Naam       | Index 1962 | Index 1968 | Index 1975 | Index 1982 | Index 1990 | Index 1999 | Index 2008 | Index 2019 |
| ---------- | ---------- | ---------- | ---------- | ---------- | ---------- | ---------- | ---------- | ---------- |
| Sarthe     | 100,0      | 104,2      | 110,7      | 113,9      | 115,9      | 119,6      | 126,3      | 127,9      |
| Frankrijk* | 100,0      | 107,1      | 113,3      | 117,0      | 121,9      | 126,0      | 133,8      | 140,1      |

| Naam       | Inw./Km² 1962 | Inw./km² 1968 | Inw./km² 1975 | Inw./km² 1982 | Inw./km² 1990 | Inw./km² 1999 | Inw./km² 2008 | Inw./km² 2019 |
| ---------- | ------------- | ------------- | ------------- | ------------- | ------------- | ------------- | ------------- | ------------- |
| Sarthe     | 71,4          | 74,4          | 79,0          | 81,3          | 82,8          | 85,4          | 90,2          | 91,3          |
| Frankrijk* | 84,2          | 90,1          | 95,4          | 98,5          | 102,7         | 106,1         | 112,7         | 119,7         |

Frankrijk* = exclusief overzeese gebieden
Bron: Recensement Populaire INSEE - 1962 tot 1999 population sans doubles comptes, nadien Population Municipale
Op 1 januari 2022 had Sarthe 566.129 inwoners.

### De 10 grootste gemeenten in het departement
| #  | Gemeente         | Aantal inwoners (2022) |
| -- | ---------------- | ---------------------- |
| 1  | Le Mans          | 145.182                |
| 2  | La Flèche        | 15.081                 |
| 3  | Sablé-sur-Sarthe | 12.194                 |
| 4  | Allonnes         | 10.740                 |
| 5  | La Ferté-Bernard | 8.769                  |
| 6  | Coulaines        | 8.049                  |
| 7  | Changé           | 6.803                  |
| 8  | Montval-sur-Loir | 5.707                  |
| 9  | Arnage           | 5.463                  |
| 10 | Parigné-l'Évêque | 5.367                  |

## Afbeeldingen

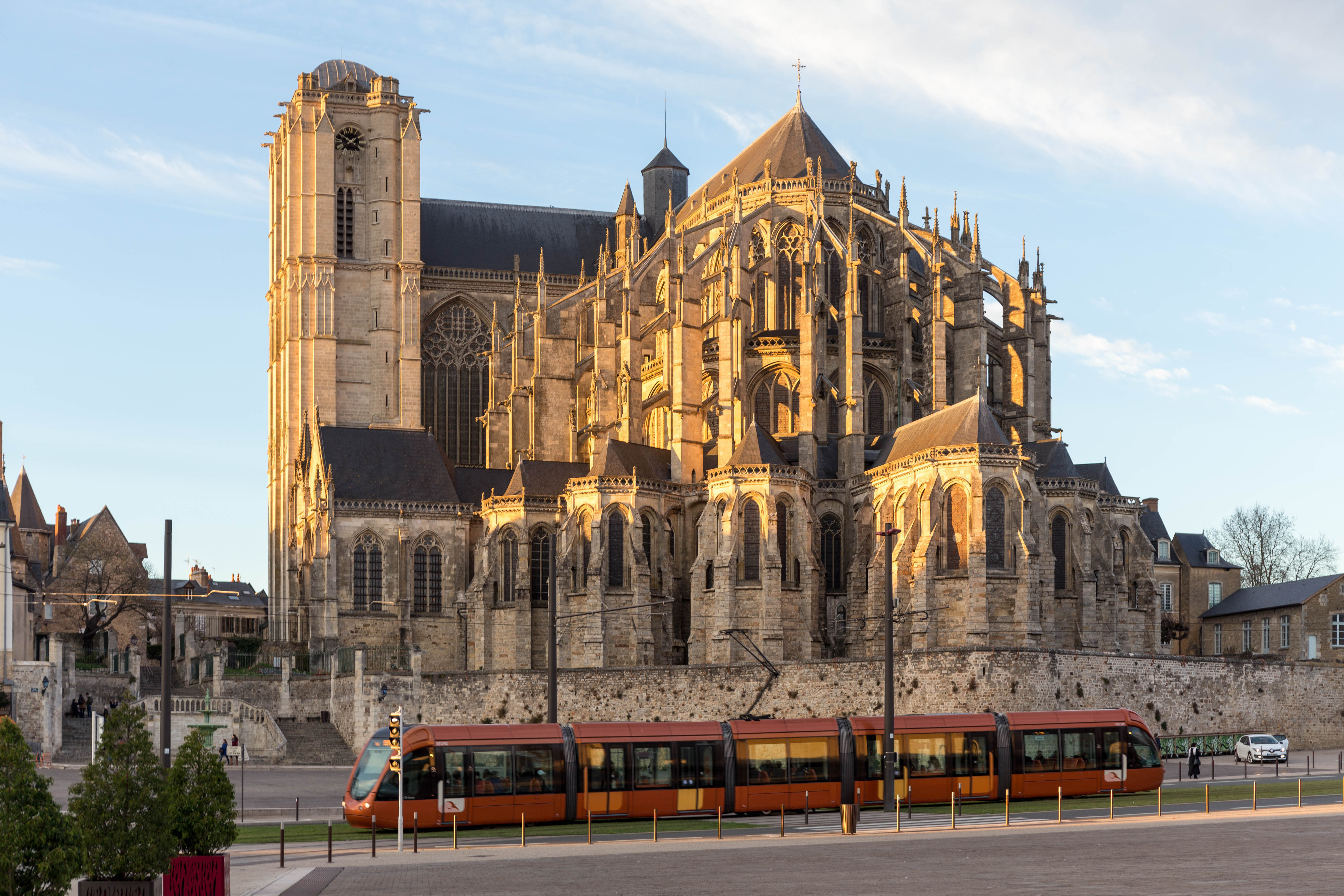
Kathedraal van Le Mans
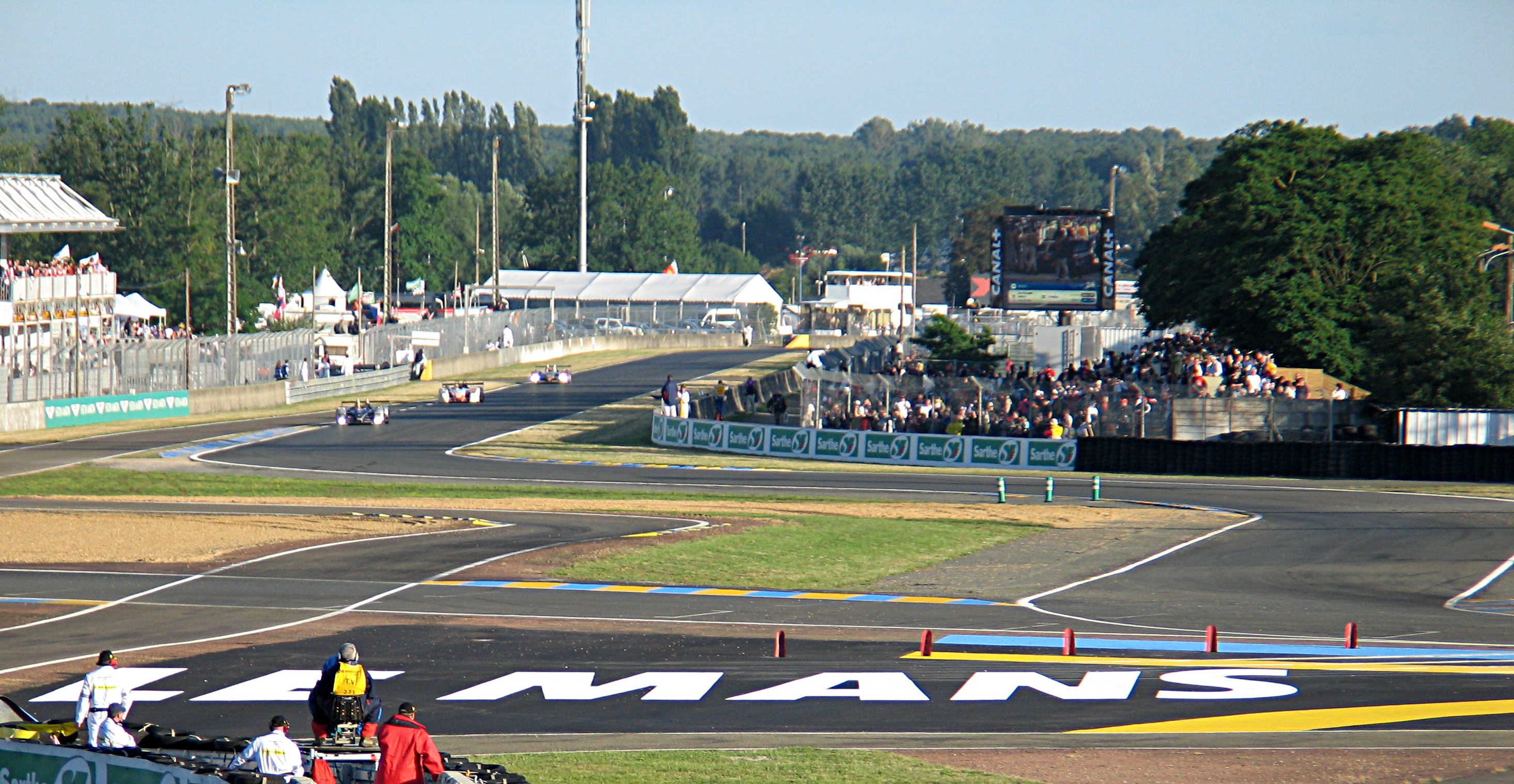
Circuit de la Sarthe